# Belgio all'Eurovision Choir

Il Belgio ha partecipato all'Eurovision Choir of the Year nel 2017, insieme ad altre 8 nazioni aspiranti.
L'emittente televisiva belga francofona RTBF è responsabile per le partecipazioni alla competizione corale.

## Partecipazioni
- Primo posto
- Secondo posto
- Terzo posto

| Anno | Coro            | Lingua           | Brano/i                 | Posizione |
| ---- | --------------- | ---------------- | ----------------------- | --------- |
| 2017 | Les Pastoureaux | Francese         | Dans la troupe Ensemble | NF        |
| 2019 | Almkalia        | Inglese Francese | Made in Belgium         | NF        |

## Direttori
Le persone che hanno condotto i cori durante la manifestazione:
- 2017: Philippe Favette
- 2019: Nicolas Dorian